# Стрельниковский сельский совет (Путивльский район)
Стрельниковский сельский совет (укр. Стрільниківська сільська рада) — входит в состав
Путивльского района
Сумской области
Украины.
Административный центр сельского совета находится в 
с. Стрельники
.

## Населённые пункты совета
- с. Стрельники
- с. Кагань
- с. Ротовка